# Große Fontäne (Belvedere Weimar)

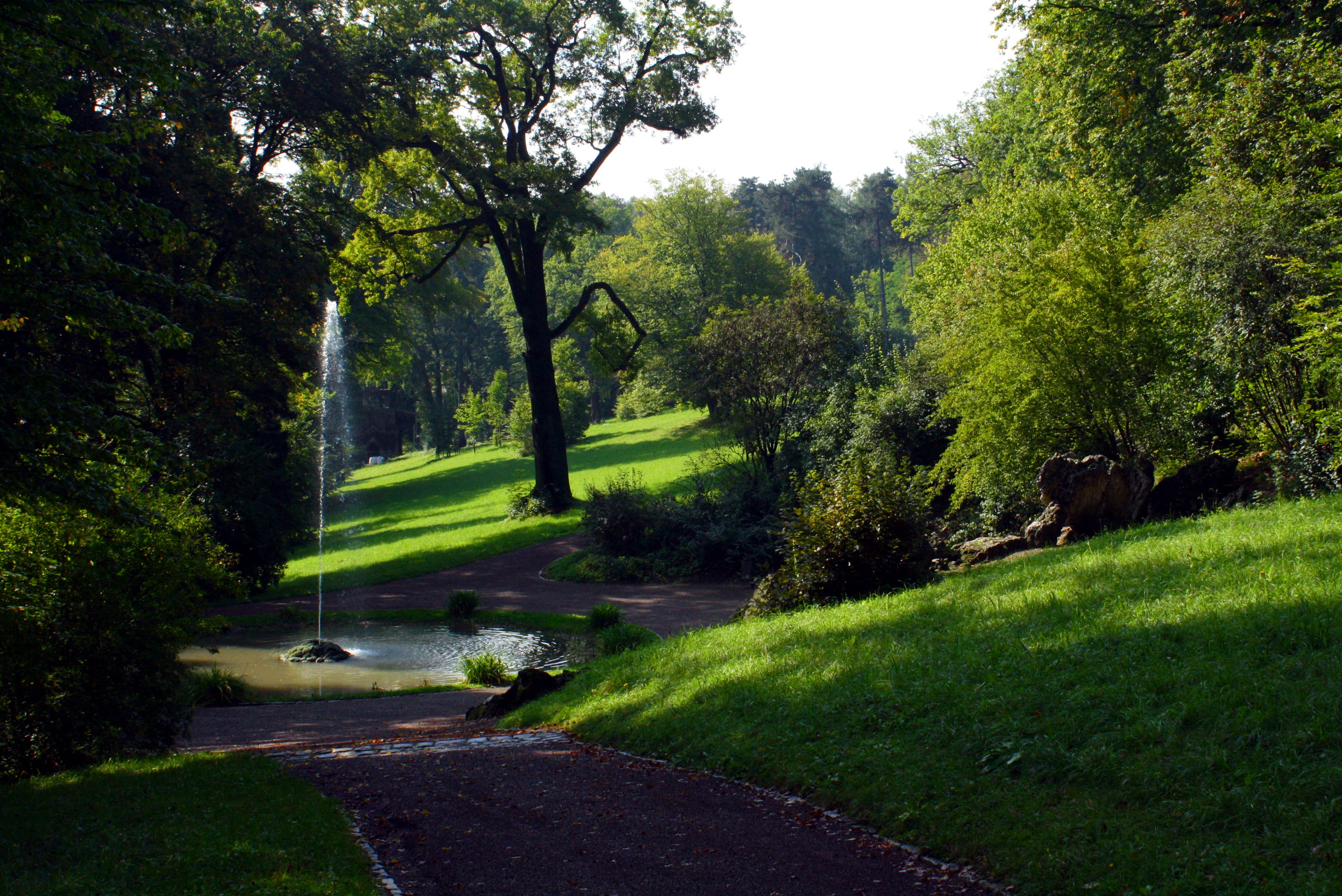
Große Fontäne

Die Große Fontäne im Schlosspark von Belvedere in Weimar mit Brunnenbecken ist ein Laufbrunnen, der über das Bewässerungssystem ausgehend vom Possenbach über den Schirmteich gespeist wird. Beigefügt sind Überläufe wie Wasserfall und Schöpfbecken. Der Springstrahl erreicht die Höhe von ca. 8 Metern. Den erforderlichen Wasserdruck erhält die Anlage über den Schirmteich.  Er ist die erste Überlaufstufe der Großen Fontäne. Daneben befindet sich die sog. Kleine Grotte.
Die Große Fontäne steht auf der Liste der Kulturdenkmale in Ehringsdorf.